# Sei Muroya
Sei Muroya (室屋 成 Muroya Sei?,  Osaka, 5 de abril de 1994) es un futbolista japonés que juega de defensa en el F. C. Tokyo de la J1 League.
En 2017 jugó para la selección de fútbol de Japón.

## Trayectoria

### Clubes
| Club        | País     | Año       |
| ----------- | -------- | --------- |
| F. C. Tokyo | Japón    | 2016-2020 |
| Hannover 96 | Alemania | 2020-2025 |
| F. C. Tokyo | Japón    | 2025-     |

### Selección nacional
| Selección | País  | Año       |
| --------- | ----- | --------- |
| Absoluta  | Japón | 2017-2021 |

## Estadística de equipo nacional
| Selección de Japón | Selección de Japón | Selección de Japón |
| Año                | Part.              | Goles              |
| ------------------ | ------------------ | ------------------ |
| 2017               | 1                  | 0                  |
| 2018               | 3                  | 0                  |
| 2019               | 6                  | 0                  |
| 2020               | 2                  | 0                  |
| 2021               | 6                  | 0                  |
| Total              | 16                 | 0                  |